# Rue Maxime-Lisbonne
La rue Maxime-Lisbonne est une voie du 18e arrondissement de Paris, en France.

## Situation et accès
La rue Maxime-Lisbonne est une voie publique située dans le 18e arrondissement de Paris. Elle commence au 6, rue Ernestine et finie au 9, rue Émile Duployé . Elle se caractérise par une entrée qui débute par un porche rectangulaire qui passe sous un immeuble d’habitation.

## Origine du nom
Elle porte le nom du militaire, homme politique et journaliste français Maxime Lisbonne (1839-1905).

## Bâtiments remarquables et lieux de mémoire

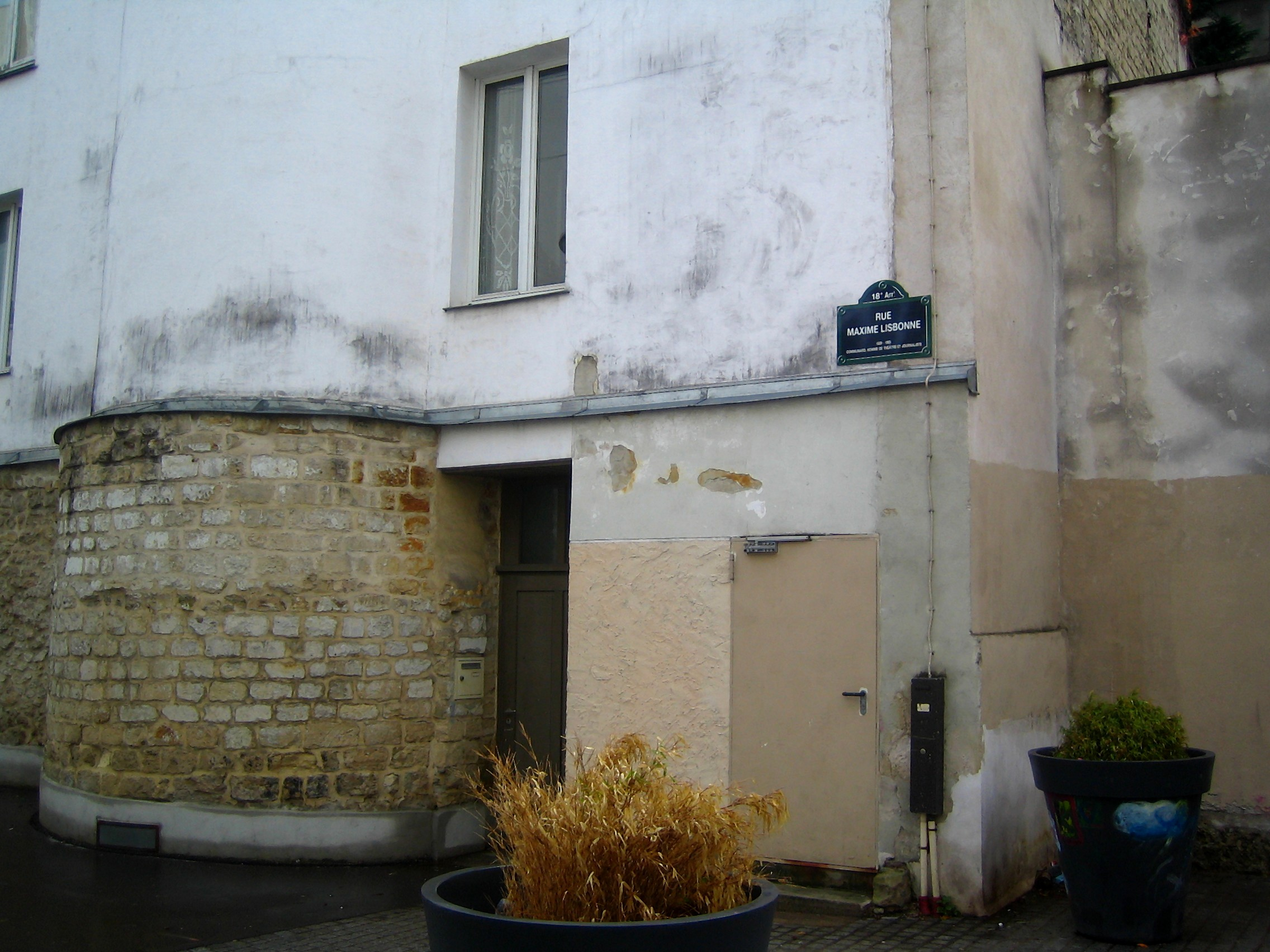
Rue Maxime-Lisbonne au numéro 3

La fin de cette courte rue piétonnière est marquée par les restes d'une tourelle et d'une muraille s'engageant dans la rue Émile-Duployé.